# Avelino Muñoz
Avelino Muñoz Barrios (* 20. Dezember 1912 in Panama-Stadt; † 24. Januar 1962 in San Juan) war ein panamaischer Pianist, Organist, Dirigent, Arrangeur und Komponist.
Gleich seinen Brüdern Salvador, Emilio und Toby  erwarb Avelino Munoz sich seine musikalischen Kenntnisse weitgehend autodidaktisch und begann seine musikalische Laufbahn als Stummfilmpianist in seiner Heimatstadt. 1938 entstand seine erste Schallplattenaufnahme, auf der er Silvia De Grasse in dem Lied Morena tumba hombres begleitete. 1944 gründete er ein eigenes Orchester, mit dem er bis 1947 im Jardín el Rancho und im Balboa auftrat und Kompositionen von Miguelito García und Jorge “Patón” Baker aufführte.
Ab 1947 lebte Muñoz in Puerto Rico und leitete dort zwei Jahre lang das Super Orquesta San José. In den 1950er Jahren reiste er mehrmals nach Mexiko und leitete dort das Orchester von Mario Ruiz Armengol. Mit diesem begleitete er Musiker wie Pedro Vargas, Juan Arvizu, Alfonso Ortiz Tirado, Leo Marini, Hugo Romani, Bobby Capó, Toña la Negra, María Luisa Landín, Celia Cruz und Olga Guillot. 
Er bereiste auch alle anderen lateinamerikanischen und karibischen Staaten sowie die USA und spielte zahlreiche Aufnahmen u. a. bei RCA Víctor, Columbia Records und Decca Records ein. 1956 und 1957 wurde er als bester Pianist und Organist Puerto Ricos ausgezeichnet, für seine Leistungen im Fernsehen des Landes erhielt er außerdem den Premio Codazos. 1957 wurde er von Aquilino Boyd, dem Außenminister Panamas, mit dem Orden Vasco Núñez de Balboa ausgezeichnet.
Auch als Komponist war Muñoz erfolgreich mit Songs wie Crucigrama de Amor, Irremediablemente sólo, Maldición gitana, Hoy no quisiera vivir, Yo esto contigo, Yo quiero verla esta noche, Cosa linda und Lamento. Zu den Interpreten seiner Songs zählten Toña la Negra und Bobby Capó, Néstor Mesta Chayres, Víctor Piñero, Silvia De Grasse und Manolo Monterrey.